# Mitsubishi Pajero
Mitsubishi Pajero er en offroader fra den japanske bilfabrikant Mitsubishi Motors, som kom på markedet i foråret 1982 og blev markedsført over hele verden fra slutningen af 1982. Siden da er bilen blevet bygget i fire generationer.
Modellens navn er afledt af Leopardus pajeros (dansk: pampaskat), som lever vildt i Sydamerika. Pajero er kendt for sine talrige succeser i Dakar Rally.
I spansktalende lande samt i Nordamerika hedder Pajero i stedet Mitsubishi Montero, da Pajero på spansk er slang for "onanist". I Storbritannien hedder modellen Mitsubishi Shogun.
Den første generation byggede på samme platform som pickup'en L200 og minibussen L300, og blev senere efterbygget af Hyundai under navnet Hyundai Galloper med et let facelift.
Allerede i 1980'erne arbejdede Mitsubishi og Chrysler sammen. I Amerika kunne Pajero derfor også købes som en Dodge under navnet Dodge Raider.

## Pajero (L040, 1982−1990)
Den første generation af Pajero kom på det europæiske marked i december 1982, efter at den var blevet introduceret i Japan et halvt år forinden.
Bilen var som standard forsynet med tilkobleligt firehjulstræk. Derudover havde den fordelergearkasse og kunne mod merpris fås med differentialespærre. Forhjulene var enkeltvis ophængt på dobbelte tværled, mens bagakslen var stiv med halvelliptiske bladfjedre.
Pajero var den første offroader, der var forsynet med indvendigt ventilerede skivebremser foran.
Den korte udgave af Pajero kunne under navnet Canvas-Top også købes åben til samme pris som den lukkede udgave.
I november 1990 blev produktionen indstillet. I dag er Pajero'erne af første generation på grund af rustproblemer næsten forsvundet ud af gadebilledet.

### Motorer
| Version       | Cylindre | Slagvolume cm³ | Maks. effekt kW (hk) | Byggeår           |
| ------------- | -------- | -------------- | -------------------- | ----------------- |
| Benzinmotorer |          |                |                      |                   |
| 2600          | 4        | 2555           | 76 (103)             | 4/1982 – 11/1990  |
| 3000 V6       | 6        | 2972           | 104 (141)            | 11/1988 – 11/1990 |
| Dieselmotorer |          |                |                      |                   |
| 2300 TD       | 4        | 2346           | 62 (84)              | 12/1982 – 4/1986  |
| 2500 TD       | 4        | 2477           | 62 (84)              | 5/1986 – 10/1989  |
| 2500 TD       | 4        | 2477           | 70 (95)              | 11/1988 – 11/1990 |

## Pajero (V20, 1990−2000)
Anden generation af Pajero kom på markedet i december 1990.
Ligesom forgængeren fandtes modellen i tre karrosserivarianter: Tredørs, femdørs og tredørs cabriolet.
Et særligt kendetegn for V20-modellen er det fleksible Super-Select-4WD-firehjulstræk. Dette tilkoblelige firehjulstræk (normalt baghjulstræk) har centraldifferentiale med viskobremse, som kan spærres op til 100%. Som ekstraudstyr kunne modellen også fås med differentialespærre på bagakslen.
- Bagfra
- Mitsubishi Pajero tredørs (1990–1994)

I midten af 1994 gennemgik Pajero et let facelift, hvor blinklysene blev flyttet fra fronten over i hovedforlygterne og farvet hvide. Også bagtil blev der monteret modificerede lygter.
- Mitsubishi Pajero femdørs (1994–1999)
- Mitsubishi Pajero Cabriolet (1994–2000)

### Pajero Dakar
I rammerne af faceliftet kom der også nogle specialmodeller af Pajero. Især den til 50 eksemplarer begrænsede Pajero Dakar er i dag et eftertragtet samlerobjekt. Disse 50 biler var baseret på den tredørs Pajero, og blev ombygget af firmaet  GeCo-Raid Sport under ledelse af Sven Quandt. Modellen var bl.a. udstyret med Recaro-sportssæder og frontbøjle af ædelstål. Derudover har alle disse biler en mærkat under klimaanlægget, hvorpå den pågældende bils nummer er anført.
- Udefra
- Recaro-sportssæder
- Dakar-logo

### Pajero Classic
Som et billigere alternativ til den i foråret 2000 introducerede Pajero V60 genintroducerede Mitsubishi i sommeren 2002 Pajero V20 under navnet Pajero Classic.
Ligesom før fandtes bilen både som tre- og femdørs, og var væsentligt billigere end V60.
Den eneste tilgængelige motorvariant var en 2,5-liters firecylindret turbodiesel med 85 kW (115 hk), som opfyldt Euro3-normen. Pajero Classic blev i modsætning til den oprindelige V20 kun produceret med tilkobleligt firehjulstræk.

### Motorer
| Version       | Motortype | Cylindre | Ventiler | Slagvolume cm³ | Maks. effekt kW (hk) / omdr. | Maks. drejnings- moment Nm / omdr. | Byggeår           |
| ------------- | --------- | -------- | -------- | -------------- | ---------------------------- | ---------------------------------- | ----------------- |
| Benzinmotorer |           |          |          |                |                              |                                    |                   |
| 2400          | 4G64      | 4        | 8        | 2351           | 82 (112) / 4800              | 184 / 3500                         | 4/1991 − 4/2000   |
| 3000 V6       | 6G72      | 6        | 12       | 2972           | 110 (150) / 5000             | 236 / 4000                         | 12/1990 − 12/1995 |
| 3.0 V6        | 6G72      | 6        | 12       | 2972           | 130 (177) / 5000             | 255 / 4500                         | 6/1997 – 4/2000   |
| 3000 V6       | 6G72      | 6        | 24       | 2972           | 133 (181)                    | 255                                | 6/1994 − 4/2000   |
| 3500 V6       | 6G74      | 6        | 24       | 3497           | 153 (208) / 5000             | 300 / 3000                         | 6/1994 − 6/1997   |
| 3500 V6       | 6G74      | 6        | 24       | 3497           | 143 (194) / 5000             | 313 / 3500                         | 7/1997 − 10/1999  |
| Dieselmotorer |           |          |          |                |                              |                                    |                   |
| 2500 TD       | 4D56      | 4        | 8        | 2477           | 73 (99) / 4000               | 240 / 2000                         | 12/1990 − 4/2000  |
| 2800 TD       | 4M40      | 4        | 8        | 2835           | 92 (125) / 4000              | 292 / 2000                         | 6/1994 − 10/1999  |

1. ↑  Kun for cabriolet

## Pajero (V60, 2000−2006)
Den tredje generation af Pajero kom på markedet i april 2000.
I modsætning til forgængeren var Pajero V60 udstyret med separate hjulophæng for og bag og fandtes kun med firehjulstrækket Super Select 4WD II. Kugleledsstyringen blev afløst af tandstangsstyring.
I midten af 2003 fik Pajero V60 et facelift, som kunne kendes på de runde i stedet for som hidtil firkantede forlygter. Samtidig blev dieselmotoren på grund af ændrede udstødningsnormer modificeret, hvilket førte til et effekttab på fem hk.

### Motorer
| Version       | Motortype | Cylindre | Slagvolume cm³ | Maks. effekt kW (hk) / omdr. | Maks. drejnings- moment Nm / omdr. | Byggeår          | Bemærkninger                 |
| ------------- | --------- | -------- | -------------- | ---------------------------- | ---------------------------------- | ---------------- | ---------------------------- |
| Benzinmotorer |           |          |                |                              |                                    |                  |                              |
| 3.5 V6 GDI    | 6G74      | 6        | 3497           | 149 (203) / 5000             | 318 / 4000                         | 1/2000 − 12/2006 | Ikke egnet til E10-brændstof |
| Dieselmotorer |           |          |                |                              |                                    |                  |                              |
| 3.2 DI-D      | 4M41      | 4        | 3200           | 121 (165) / 3800             | 373 / 2000                         | 1/2000 − 5/2003  |                              |
| 3.2 DI-D      | 4M41      | 4        | 3200           | 118 (160) / 3800             | 373 / 2000                         | 6/2003 − 12/2006 |                              |

### Pajero Classic
I maj 2005 erstattede Mitsubishi Pajero Classic på basis af V20 med en model af samme navn på basis af V60.
Classic adskilte sig fra den normale Pajero V60 gennem ulakerede front- og hækskørter og stålfælge. Modellen fandtes kun med femtrins manuel gearkasse. Motoren var den fra den normale V60 kendte 3,2-liters DI-D-motor med 118 kW (160 hk). I modsætning til forgængeren havde V60 Classic det samme Super Select-firehjulstræk som den normale V60.

## Pajero (V80, 2007−)
Den aktuelle Pajero, som siden februar 2007 fortsat kan købes som tredørs med kort eller femdørs med lang akselafstand, er teknisk forbedret og kun let optisk modificeret.
Modellen har en tilladt anhængerlast på 3,3 t og selvbærende karrosseri med integreret chassisramme.
Motorerne blev modificeret: Dieselmotoren fik commonrail-indsprøjtning (118 kW (160 hk) med manuelt gear hhv. 125 kW (170 hk) med automatgear) og har nu partikelfilter som standardudstyr. 3,5-liters GDI-V6-benzinmotoren fra forgængeren blev afløst af en 3,8 liters MPI-benzinmotor (kendt fra Endeavor og Eclipse), hvorved effekten steg fra 149 kW (203 hk) til 182 kW (248 hk) i tredørsmodellen hhv. 184 kW (250 hk) i femdørsmodellen.
I januar 2009 blev 3,2 DI-D-motoren modificeret og havde nu en maksimal effekt på 147 kW (200 hk) og et maksimalt drejningsmoment på 441 Nm. Den korte version opfyldt nu Euro5-normen, og i 2010 udgik benzinmotoren.
- Mitsubishi Pajero femdørs (2007-2012)
- Bagfra
- Mitsubishi Pajero tredørs (2007–2012)

I juli 2012 gennemgik Pajero et let facelift med nye kofangere og en modificeret kølergrill.
I september 2015 faldt motoreffekten til 140 kW (190 hk), mens motoren kom til at opfylde Euro6-normen.

### Motorer
| Version            | Motortype | Cylindre | Ventiler | Slagvolume cm³ | Maks. effekt kW (hk) / omdr. | Maks. drejnings- moment Nm / omdr. | Udstødnings- norm | Byggeår         |
| ------------------ | --------- | -------- | -------- | -------------- | ---------------------------- | ---------------------------------- | ----------------- | --------------- |
| Benzinmotorer      |           |          |          |                |                              |                                    |                   |                 |
| 3.8 V6 3-dørs      | 6G75      | 6        | 24       | 3828           | 182 (248) / 6000             | 329 / 2750                         | Euro4             | 1/2007 – 1/2010 |
| 3.8 V6 5-dørs      | 6G75      | 6        | 24       | 3828           | 184 (250) / 6000             | 329 / 2750                         | Euro4             | 1/2007 − 1/2010 |
| Dieselmotorer      |           |          |          |                |                              |                                    |                   |                 |
| 3.2 DI-D man.      | 4M41      | 4        | 16       | 3200           | 118 (160) / 3800             | 381 / 2000                         | Euro4             | 1/2007 − 1/2009 |
| 3.2 DI-D aut.      | 4M41      | 4        | 16       | 3200           | 125 (170) / 3800             | 373 / 2000                         | Euro4             | 1/2007 − 1/2009 |
| 3.2 DI-D man./aut. | 4M41      | 4        | 16       | 3200           | 147 (200) / 3800             | 441 / 2000                         | Euro5             | 1/2009 − 8/2015 |
| 3.2 DI-D aut.      | 4M41      | 4        | 16       | 3200           | 140 (190) / 3500             | 441 / 2000                         | Euro6             | 9/2015 −        |